# LG 아레나
LG 아레나(LG Arena, LG KM900)는 LG전자가 2009년 3월에 출시한 휴대 전화기이다.

## 같이 보기
- 싸이언 아레나